# Прата д'Ансидония
Пра̀та д'Ансидо̀ния (на италиански: Prata d'Ansidonia) е село и община в Южна Италия, провинция Акуила, регион Абруцо. Разположено е на 846 m надморска височина. Населението на общината е 533 души (към 2010 г.).